# Іст-Пайкленд Тауншип (округ Честер, Пенсільванія)
Іст-Пайкленд Тауншип (англ. East Pikeland Township) — селище (англ. township) в США, в окрузі Честер штату Пенсільванія. Населення — 8260 осіб (2020).

## Демографія
Згідно з переписом 2010 року, у селищі мешкало 7079 осіб у 2885 домогосподарствах у складі 2006 родин. Було 3104 помешкання
Расовий склад населення:
| - 94,9 % — білих - 1,9 % — чорних або афроамериканців - 1,9 % — азіатів - 0,1 % — корінних американців |

До двох чи більше рас належало 0,9 %. Частка іспаномовних становила 1,6 % від усіх жителів.
За віковим діапазоном населення розподілялося таким чином: 21,5 % — особи молодші 18 років, 62,1 % — особи у віці 18—64 років, 16,4 % — особи у віці 65 років та старші. Медіана віку мешканця становила 44,9 року. На 100 осіб жіночої статі у селищі припадало 92,2 чоловіків;  на 100 жінок у віці від 18 років та старших — 90,3 чоловіків також старших 18 років.
Середній дохід на одне домашнє господарство  становив 108 301 долар США (медіана — 90 951), а середній дохід на одну сім'ю — 134 884 долари (медіана — 111 659). Медіана доходів становила 61 409 доларів для чоловіків та 51 087 доларів для жінок. За межею бідності перебувало 4,3 % осіб, у тому числі 3,8 % дітей у віці до 18 років та 5,0 % осіб у віці 65 років та старших.
Цивільне працевлаштоване населення становило 4006 осіб. Основні галузі зайнятості: освіта, охорона здоров'я та соціальна допомога — 18,9 %, науковці, спеціалісти, менеджери — 16,7 %, фінанси, страхування та нерухомість — 12,8 %, виробництво — 10,4 %.